# Géraud de Salles
Pour les articles homonymes, voir Géraud.
Géraud (ou Giraud) de Salles, fils de Foulques, seigneur de Salles, né vers 1055 au Buisson-de-Cadouin et décédé à l'abbaye des Châtelliers, à Chantecorps (Deux-Sèvres) le 20 avril 1120, est un ermite prédicateur, et fondateur d'établissements religieux. L'Église catholique romaine l'a reconnu bienheureux. Sa fête est le 20 avril.

## Sa famille
Son père et sa mère, croyants de petite noblesse, firent embrasser la vie religieuse à leurs trois fils, Géraud, Grimoard et Foulques. Grimoard fut chapelain de Tustonium[Où ?], puis prieur de Castellare[Où ?]. Après 1120, il fut élu abbé de Sainte-Marie-des-Alleux, et devint évêque de Poitiers la dernière année de sa vie  en 1141. Son corps fut déposé à l'abbaye de Fontevrault.
Son autre frère, Foulques, d'abord ermite, prit l'habit à Boschaud (Boscavium) où il vécut en odeur de sainteté avant d'y être enterré.

## Biographie
Géraud fut confié par son père aux moines du prieuré de Saint-Avit dès l'âge de sept ans où il devint chanoine séculier et diacre. Par ailleurs, un mouvement de réforme s'opérait au sein du monachisme qui voyait un bon nombre de religieux choisir la vie érémitique. Géraud, propriétaire de quelques terres familiales, autorisa quelques-uns d'entre eux à vivre dans le massif forestier de la Béssède. Suivant leur exemple, il se fit disciple de Vital de Mortain, et quitta les lieux pour s'établir en 1114 comme ermite dans la forêt de Dalon en Limousin, sur une terre donnée par Géraud et Golfier de Lastours qui en étaient seigneurs. Aidé par Robert d'Arbrissel, il consacra son héritage, qui était considérable, et le reste de sa vie, à fonder l'abbaye de Dalon, et dans tout le Sud-Ouest une multitude de petites communautés comme Cadouin ou Grandselves, où il reçut saint Bernard.
« Géraud gouverna ses religieux merveilleusement, par ses paroles et ses exemples. Ils n'avaient point de règle écrite, mais la vie sainte et admirable de Géraud était leur règle vivante et animée, dans la solitude de Dalon, et ils n'étaient encore astreints sous aucun ordre religieux ni de son temps, ni quelques années après... ». On trouve chez Nadaud[Qui ?] que c'est une erreur et qu'il suivait et faisait suivre exactement la règle de saint Benoît, sans toutefois adopter la réforme de Cîteaux.
Il s'éteignit le 20 avril 1120 en l'abbaye des Châtelliers, et y fut inhumé en dalmatique dans l'actuel village de Saint-Girault (deux-Sèvres).
Par la suite, les différents monastères qu'il fonda furent pour la plupart affiliés à Cîteaux.

## Fondations
- Abbaye de Dalon 1114, diocèse de Limoges.
- Abbaye Notre Dame de Bonlieu1119 ?, diocèse de Limoges.
- Abbaye de Cadouin 1115, diocèse de Périgueux.
- abbaye de Grand Selve, Grandselves, diocèse de Toulouse.
- Abbaye Notre-Dame de l'Assomption du Bournet, diocèse d'Angoulême.
- Abbaye Notre Dame des Alleuds, ou de Alodia, diocèse de Poitiers.
- Abbaye Notre-Dame de Gondon, diocèse d'Agen.
- Abbaye de Fontdouce, diocèse de Saintes.
- Abbaye Notre-Dame-de-l'Assomption de Châtre, diocèse de Saintes.
- Abbaye de l'Absie (Absam Gatiniae), diocèse de Poitiers.
- Abbaye du Pin, diocèse de Poitiers
- Abbaye de Bonnevaux, diocèse de Poitiers
- Abbaye des Châtelliers, diocèse de Poitiers (où il fut enterré).
- Abbaye de Tutione (pour les filles), d'abord chef d'ordre, fondée avec Robert d'Arbrissel, sera absorbée par sa filiale l'Abbaye de Fontevrault. On lui attribue la fondation de Tusson (Charente) dans sa Vitae, mais la sœur Marie-Odile Lenglet, dans on article fondateur paru dans Cîteaux en 1978, démontre qu'il s'agit d'une interpolation du XIIIe siècle. De même, Tusson chef d'ordre de Fontevraud, qui aurait été abandonnée pour le site de Fontevraud pour son manque d'eau, relève de la même interpolation.
- Abbaye de Bibione (pour les filles)